# The Moon Lay Hidden Beneath a Cloud
A The Moon lay hidden beneath a Cloud (TMLHBAC) egy kéttagú osztrák zene projekt volt Albin Julius és  Alzbeth által.  Munkásságukban visszanyúltak az európai középkor legmélyéig, felhasználva törzsi és egyházi dallamokat, illetve a népi zene szokványosabb formáját is.

## Áttekintés
Zenéjükben a modern, sampleres elektronikus zene keveredik középkori hangszerekkel, mint pl. schalmei-jel, tekerőlanttal vagy Hexenscheittal (ősi svájci, koboz-szerű hangszer). Alzbeth hangján szólaltak meg a számos régi nyelven (ónémet, latin, ófrancia) megírt dalsorok, Julius csak a háttérvokálban segített.
Az elő előadásokon gyakran játszanak templomokban, várakban, középkori pincékben és színházakban, amik remek atmoszférát teremtenek színpadi, militáns műsoraikhoz.
Kezdetben a banda nem közölt fotókat s más információt önmagukról, egy svéd e-mail-címen kívül. Csak ritkán léptek föl élőben vagy adtak interjút. Egyik számuknak se volt hivatalos címe. Feloszlásuk után már mindketten beszédesebbek voltak, képek is jelentek meg ebből az időből.
A későbbi kiadványok már túlmutatnak a középkori Európán, a zene egyre martiálisabb, orchesztrálisabb és nagyobb stílű lett, akárcsak a megjelenésük, az utolsó albumuk (The Smell Of Blood But Victory, 1997) már a második világháború sűrűjébe kalauzol el.
1998-ban a duó megszűnt mint együttes létezni, új anyagot már nem vettek fel ezután. Az összes kiadványuk saját kiadójuk, a Arthur's Round Table neve alatt jött ki, a World Serpent Distribution terjesztésében.

## Egyéb munkák
A The Smell Of Blood But Victory felvételei alatt Julius kiadott egy albumot, Der Blutharsch néven. Később ez lett Julius fő projektje. Koncerteken gyakran elővett egy-egy feldolgozást korábbi formációjától, amit állítása szerint eredetileg is a Blutharschnak szánt.
Alzbeth létrehozott egy hivatalos The Moon Lay... honlapot, majd saját munkák tervezésébe kezdett.
2000-ben Alzbeth megjelentett egy díszkiadású, limitált példányszámú könyvet, mely a duó dalszövegeit, fotóit, illetve történelmi témáikra való hivatkozásokat tartalmazott.

## Diszkográfia

### Albumok és EP-k
| Év   | Cím                                          | Formátum, megjegyzések                                                             |
| ---- | -------------------------------------------- | ---------------------------------------------------------------------------------- |
| 1993 | The Moon lay hidden beneath a Cloud          | CD                                                                                 |
| 1994 | amara tanta tyri                             | CD                                                                                 |
| 1995 | A new soldier follows the path of a new King | CD                                                                                 |
| 1996 | Yndalongg                                    | 10"                                                                                |
| 1995 | Kostnice                                     | 7"                                                                                 |
| 1996 | Were you of Silver, were you of Gold?        | 12"/CD                                                                             |
| 1996 | Madhr                                        | 7"                                                                                 |
| 1996 | a night in fear                              | MCD, a Deutsch Nepal-lal együtt.                                                   |
| 1997 | (címtelen)                                   | 7"                                                                                 |
| 1997 | The Smell of Blood but Victory               | Duplalemezes verzió, poszterrel, 2000 példányban. Az első lemez később újrakiadva. |
| 1999 | Rest on your Arms reversed                   | Válogatáslemez, rajta limitált, B-oldalas, vagy meg sem jelent tételekből.         |

## Válogatások
| Év   | Cím                                | Formátum, megjegyzések |
| ---- | ---------------------------------- | ---------------------- |
| 1995 | Knights Of Abyss                   | CD                     |
| 1996 | ON: The World And Everything In It | CD                     |
| 1996 | Palace Of Worms                    | CD                     |
| 1996 | Terra Serpentes                    | 2xCD                   |

### Egyéb
| Év   | Cím                | Formátum, megjegyzések                             |
| ---- | ------------------ | -------------------------------------------------- |
| 2000 | The Book of Lyrics | Keménykötésű, díszes könyv, 777 példányban kiadva. |

## Külső hivatkozások
- Hivatalos honlap archívuma (2007. február 16.)
- FluxEuropa
- Interjú
- Myspace